# Tama Vakeesan
Tama Vakeesan (* 18. Dezember 1987 in Langenthal, Kanton Bern) ist eine Schweizer Journalistin und Moderatorin. Seit Mai 2023 moderiert sie das Gesundheitsmagazin «Puls» bei Schweizer Radio und Fernsehen (SRF).

## Beruflicher Werdegang
Tama Vakeesan ist ausgebildete Bankkauffrau und absolvierte den Vorkurs für die Pädagogische Hochschule, bevor sie 2013 beim ehemaligen Schweizer Jugendsender joiz in die Medienwelt einstieg. Bei joiz moderierte sie Live-Sendungen wie «Living Room» und «Coffee and Charts». 2017 wechselte sie zu SRF, wo sie mit «Tama Gotcha!» einen eigenen YouTube-Kanal betrieb und in Videoform über ihr Leben zwischen zwei Kulturen berichtete. Das Format wurde 2018 mit dem europäischen Medienpreis Civis ausgezeichnet. «Tama Gotcha!» sei ein «hochattraktives Angebot zum Verständnis einer multikulturellen Gesellschaft», heisst es in der Begründung der Jury. Tama Vakeesan gehe keinem Thema aus dem Weg – «sehr präsent, sympathisch, hochprofessionell, sehr überzeugend».
2018 moderierte Vakeesan für SRF die Fernsehsendung «SwissSkills – Das Generationen-Duell». Sie war zudem Teilnehmerin der zweiten Staffel der SRF-Tanzshow «Darf ich bitten?» und belegte im Final den zweiten Platz. Bis 2020 war sie beim Online-Newsportal nau.ch tätig, wo sie Formate wie «Tamaste» und «Churzschluss» entwickelte und moderierte. 2020 wechselte sie zu Radio SRF 1 und moderierte unter anderem den «Nachtclub», eine Telefon-Talksendung, in der Zuhörer live im Radio ihre Geschichten erzählen können. Im Mai 2023 wechselte sie erneut vor die Kamera und stiess als Moderatorin zum Team des Gesundheitsmagazins «Puls».

## Privat
Tama Vakeesan wuchs als Tochter tamilischer Einwanderer aus Sri Lanka in Langenthal auf. Sie lebt in Aarwangen.